# کالوم دیویس
کالوم دیویس (انگلیسی: Callum Davies؛ زادهٔ ۸ فوریهٔ ۱۹۹۳) بازیکن فوتبال اهل بریتانیا است.
از باشگاه‌هایی که در آن بازی کرده‌است می‌توان به باشگاه فوتبال ایستلی، باشگاه فوتبال گیلینگام، باشگاه فوتبال تاروک، باشگاه فوتبال بروملی، باشگاه فوتبال مایدستون یونایتد، باشگاه فوتبال لوس، و باشگاه فوتبال دوور اتلتیک اشاره کرد.